# Incidente del estrecho de Kerch de 2018
El incidente del Estrecho de Kerch en 2018 ocurrió el 25 de noviembre de 2018 cuando un buque de carga ruso detuvo a tres buques de la Armada de Ucrania para que no pasaran por debajo del puente de Estrecho de Kerch.

## Contexto

### Adhesión de Crimea a Rusia
La anexión de Crimea por Rusia se refiere a la anexión unilateral —no reconocida internacionalmente— por parte de la Federación Rusa de las dos entidades que forman la península de Crimea, la República de Crimea  y la ciudad autónoma de Sebastopol, y que formaban parte de la República de Ucrania desde la disolución de la Unión Soviética en 1991. Las dos entidades fueron declaradas como sujetos federales de la Federación de Rusia, de acuerdo con la Ley sobre Nuevos Territorios Federales de la legislación rusa que se aplicó en la península. Esa legislación considera a Crimea parte de Rusia desde el momento de la firma del acuerdo interestatal del 18 de marzo de 2014 y el periodo transitorio se prolongó hasta el 1 de enero de 2015.
La decisión unilateral de Vladímir Putin de anexionarse Crimea tiene su origen en el Euromaidán, la revolución ucraniana iniciada a finales de 2013, la cual culminó con la destitución del prorruso Víktor Yanukóvich que el Kremlin consideró un golpe de Estado. Entonces se iniciaron una serie de manifestaciones de rusófilos —en su mayoría rusos étnicos y ucranianos rusófonos— opuestos a los eventos ocurridos en Kiev y que anhelan estrechar sus vínculos (o inclusive integrarse) con Rusia. Luego varios gobiernos regionales propusieron referendos separatistas y se produjo una invasión militar, donde las Fuerzas Armadas de Rusia se desplegaron en Crimea, con el objetivo, según el Kremlin, de garantizar la integridad de los ucranianos prorrusos habitantes de Crimea y las bases rusas estacionadas allí, hasta que se normalizara la situación sociopolítica; desoyendo las advertencias de no invadir lanzadas por Estados Unidos y Kiev.

## El incidente

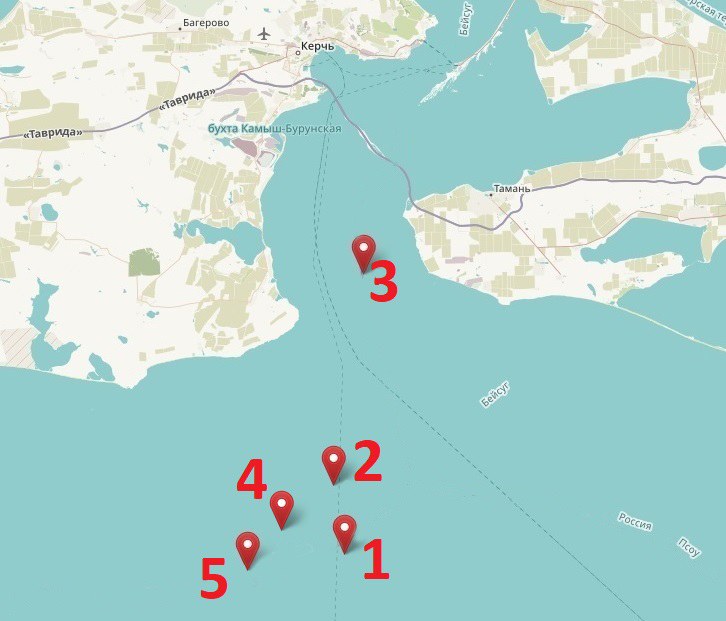
Posiciones de los buques ucranianos en el estrecho de Kerch el 25 de noviembre de 2018 según Bellingcat.

El Servicio Federal de Seguridad de Rusia (FSB, por sus siglas en ruso) denunció que los buques Berdiansk, Nikopol y Yany Kapu ingresaron ilegalmente en aguas territoriales rusas y violaron la frontera nacional, sin haber solicitado el permiso para cruzar el estrecho e ignorando los requerimientos de la Guardia Fronteriza rusa. Rusia disparó y se apoderó de los tres buques ucranianos frente a la costa de Crimea. Dos cañoneras y un remolcador fueron capturados por las fuerzas especiales rusas después de una persecución. Tres tripulantes ucranianos resultaron heridos. Por otro lado, según Ucrania, seis miembros de la tripulación ucraniana resultaron heridos.
Tras la confrontación, Kiev acusó a Rusia de agresión y afirmó que los buques se dirigían desde la ciudad ucraniana de Odesa al puerto de Mariúpol, en el mar de Azov, cumpliendo con las reglas internacionales de navegación. La Armada de Ucrania señaló que la parte rusa había sido informada sobre el acercamiento de los buques que planeaban cruzar el estrecho de Kerch, pero no respondió y atacó a sus buques cuando se acercaron a Crimea.
Ese mismo día, el presidente ucraniano Petró Poroshenko firmó un decreto para aplicar la ley marcial, que fue aprobada por el parlamento al día siguiente.
En relación con el peligroso desarrollo de la situación en el mar de Azov y los eventos que la siguieron, Rusia solicitó una convocatoria urgente de una reunión abierta del Consejo de Seguridad la mañana del 26 de noviembre con la agenda de mantener la paz y la seguridad internacionales, poco después esta agenda fue rechazada con 4 votos a favor y 7 en contra.